# عبد الله عبد العزيز (ممثل مصري)
عبد الله عبد العزيز (25 مارس 1934 - 12 فبراير 1990)، هو ممثل ومخرج أفلام مصري. هو من مؤسسى مسرح المنصورة القومى، وأخرج أكثر من مائة مسرحية.

## من أعمال
- أبناء وقتلة (1987).
- ملف سامية شعراوي (1988).
- اللعب بالنار (1989).
- امرأة ضلت الطريق (1990).